# Tillabéri
Tillabéri é uma cidade no noroeste do Níger. Está situado 113 km a noroeste da capital Niamey no rio Níger. É uma importante cidade mercantil e centro administrativo, sendo a capital do departamento de Tillabéri e Região de Tillabéri. A cidade tinha uma população de mais de 16.000 no censo de 2001.